# 2811 Стршемхові
2811 Стршемхові (2811 Střemchoví) — астероїд головного поясу, відкритий 10 травня 1980 року.
Тіссеранів параметр щодо Юпітера — 3,298.